# Casinaria cultellator
Casinaria cultellator är en stekelart som beskrevs av Aubert 1959. Casinaria cultellator ingår i släktet Casinaria och familjen brokparasitsteklar. Inga underarter finns listade.